# Akiko Akazome
Akiko Akazome (japonês: 赤染 晶子, Hepburn: Akazome Akiko, Maizuru, 31 de outubro de 1974 - Uji, 18 de setembro de 2017), nascida Akiko Seino (japonês: 瀬野 晶子, Hepburn: Seino Akiko) foi uma escrita japonesa. Conquistou o 143° Prêmio Akutagawa com a obra Otome no Mikkoku (乙女の密告) e o 99° Prêmio Bungakukai com a obra Hatsuko-san. Faleceu de pneumonia aguda em 2017.

## Educação
Akiko se formou em 1996 na Universidade de Estudos Estrangeiros de Kyoto, onde estudou alemão. Entrou na pós-graduação na Universidade de Hokkaido com a intenção de se tornar uma acadêmica, mas começou a escrever histórias que refletiam sua educação e crescimento em Quioto.

## Carreira
Em 2004, Akazome ganhou o 99º Prêmio Bungakukai por sua história "Hatsuko-san", que mais tarde foi publicada em livro como Utsutsu utsura (うつつ・うつら)  .  Seu livro de 2010, Otome no Mikkoku (乙女の密告), sobre um grupo de mulheres em uma aula de alemão lendo o Diário de Anne Frank, gerou polêmica por usar um estilo de escrita casual para discutir assuntos sérios. Otome no Mikkoku ganhou o 143º Prêmio Akutagawa, com o comitê de seleção elogiando o uso do humor para discutir problemas sociais. No ano seguinte, seu livro WANTED!!! Kaijin Nijūichimensō (WANTED!!かい人21面相) foi publicado pela Bungeishunjūe e nomeado para o Prêmio Oda Sakunosuke.

## Morte
Akazome faleceu de pneumonia aguda em 18 de setembro de 2017, aos 42 anos.

## Reconhecimento
- 99º Prêmio Bungakukai (2004)[10]
- 143º Prêmio Akutagawa (2010上)[11]

## Trabalhos
- Utsutsu・Utsura (うつつ・うつら) , Bungeishunjū, 2007,ISBN 9784163259307
- 乙女の密告 (Otome no Mikkoku) , Shinchosha, 2010,ISBN 9784103276616
- WANTED!!! Kaijin Nijūichimensō (WANTED!!かい人21面相) , Bungeishunjū, 2011,ISBN 9784163807409